# Bergviken (insjö)
Bergviken är en sjö i Bollnäs kommun och Söderhamns kommun i Hälsingland och ingår i Ljusnans huvudavrinningsområde. Sjön är 39,7 meter djup, har en yta på 42,9 kvadratkilometer och befinner sig 46 meter över havet. Bergviken är genomfluten av Ljusnan.  Något större biflöden in i Bergviken är Herteån och Kilån. Vid provfiske har bland annat abborre, braxen, gers och gös fångats i sjön.
Norr om sjön går järnvägslinjen Kilafors–Söderhamn. Största ort runt sjön är Kilafors. Norrlandsporten ligger strax söder om sjön, Hårgaberget strax norr om den.
I nordväst ligger Segersta socken och i nordost ligger Bergviks församling och tätorten Bergvik. Sjön avsmalnar här i viken Smalsjön, som är sjöns utflöde och leder dess (och Ljusnans) vatten nedströms fram till Bergviks kraftstation. I sydost sträcker sig sjön in i Skogs socken och fram till Stråtjära och Skogs kyrka. Skogs kyrkoruin ligger längst in i viken vid Skogs kyrka.

## Delavrinningsområde
Bergviken ingår i delavrinningsområde (679004-155006) som SMHI kallar för Utloppet av Bergviken. Medelhöjden är 74 meter över havet och ytan är 101,06 kvadratkilometer. Räknas de 2088 avrinningsområdena uppströms in blir den ackumulerade arean 19 611,76 kvadratkilometer. Avrinningsområdets utflöde Ljusnan mynnar i havet. Avrinningsområdet består mestadels av skog (41 procent). Avrinningsområdet har 43,31 kvadratkilometer vattenytor vilket ger det en sjöprocent på 42,8 procent. Bebyggelsen i området täcker en yta av 4,62 kvadratkilometer eller 5 procent av avrinningsområdet.

## Fisk
Vid provfiske har följande fisk fångats i sjön:
- Abborre
- Braxen
- Gärs
- Gös
- Mört
- Siklöja